# Рик Джонс
Рик Джонс (англ. Rick Jones) — это персонаж комиксов, издаваемых Marvel Comics. Рик был закадычным другом Брюса Бэннера (Халка), Стива Роджерса (Капитана Америки) и Мар-Велла (Капитана Марвел). Он был активным участником многих значимых сюжетных линий Вселенной Marvel, включая Войну Крии-Скруллов и Войну Судьбы. Позже он приобрёл способности, в результате чего его способности к обучению значительно возросли. Он решил направить свои новые способности на коммуникационные технологии и в итоге стал мастером хактивизма — Шепчущим.

## Биография вымышленного персонажа
Рик Джонс родился в Скарсдейле, штат Аризона. Он потерял своих родителей в раннем возрасте и вырос в сиротском приюте. Позже он принимает вызов и отправляется на полигон для испытания бомб в Нью-Мексико. Как назло, гамма-бомба, разработанная доктором Робертом Брюсом Бэннером, проходит испытания. Баннер толкает Рика в защитную траншею, спасая его жизнь, но поглощая гамма-лучи, которые превращают Бэннера в Халка. Таким образом, Рик становится единственным доверенным лицом истинной личности Халка.

### Первые дни с Халком и Мстителями
Чувство вины Джонса за то, что он стал причиной инцидента (и отсутствие другого места, куда можно было бы пойти), заставляет его держаться поближе к доктору Бэннеру и альтер эго Халка. В одной истории он даже получает ментальный контроль над Халком. В конце концов, опасная непредсказуемость Халка заставляет Рика держаться на расстоянии.
Позже Рик формирует Подростковую бригаду, разрозненную сеть подростков с радиолюбительскими радиостанциями по всей территории Соединённых Штатов. Первая Подростковая бригада сыграла свою роль в происхождении Мстителей, когда скандинавский бог Локи вмешался в радиопередачу Подростковой бригады. Изначально Подростковая бригада намеревалась объединить Фантастическую четвёрку для битвы с Халком, но вместо этого объединила Железного Человека, Человека-Муравья, Осу и Тора, чтобы сформировать Мстителей.
После ухода Халка из команды Рик становится почётным Мстителем. Он предупредил команду о присутствии Халка, когда они начали поиски Халка. Он сближается с недавно возрождённым Капитаном Америкой, хотя чувство вины заставляет его покинуть Мстителей и самостоятельно искать Бэннера и Халка.
Капитан Америка спасает Рика от одного из приступов ярости Халка, и после этого Рик становится помощником Капитана Америки, ненадолго принимая титул и форму Баки, давно умершего младшего партнёра Капитана Америки. Это было сделано по настоянию самого Джонса, но у Капитана Америки по-прежнему есть виноватые возражения, отмечая, что другие потеряли партнёров, и пришло время двигаться дальше. Короткое время, проведённое Риком в роли Баки, дало ему возможность выжить среди супергероев и по сей день.
Когда Рик поверил, что Халк мёртв (хотя на самом деле Халк был отправлен в будущее), он раскрыл правду о состоянии Бэннера полковнику Гленну Тэлботу. Тем самым непреднамеренно сделав Бэннера разыскиваемым американскими военными беглецом.

### Капитан Марвел
После того, как Капитан Америка пренебрёг им, Рику надоело эго Капитана. После разговора с Эдвином Джарвисом Рик решил навсегда покинуть «Мстителей». Рик присоединился к Крии Капитан Марвел, когда обнаружил, что его тянет к мистическим Нега-группам. Надев Повязки, он сразу же связывается с Капитаном Марвел. После соединения один из двух остаётся в защитном пузыре в Отрицательной зоне. После того, как либо человек, не находящийся в Отрицательной зоне, соединит Отрицательные полосы вместе, либо пройдёт определённое количество времени, они меняются местами. Рик и Марвел отправляются в различные приключения, встречая множество разных героев, таких как Халк, Нэмор и Капитан Америка.
Рик и Марвел играют решающую роль в войне Кри-Скруллов. Рик освобождается из Негативной зоны через портал в штаб-квартире Фантастической четвёрки. Марвел освобождается из Отрицательной зоны, в то время как Рик все ещё находится в обычном мире без использования Отрицательных полос. Связь между ними разорвана. В разгар конфликта Высший Разум Крии на короткое время высвобождает Силу Судьбы из Рика. Рик использует свою ново-обретённую способность вызывать образы различных героев Золотого века. Находясь на полной мощности, Рик в одиночку останавливает флоты Крии и Скруллов достаточно долго, чтобы положить конец конфликту. Травмы, которые получает Рик, приводят к тому, что Марвел добровольно связывается с Риком, чтобы спасти его жизнь. Вскоре после этого серия «Captain Marvel» была перезапущена, и Рик не смог сдержать энергию Марвела. Затем он подвергся бомбардировке фотонной энергией, которая спасла его и позволила ему безопасно удерживать Марвела. Следствием этого стало то, что Марвел получил способность поглощать энергию в дополнение к энергиям отрицательного диапазона, чтобы увеличить свою силу, и теперь мог летать с фотонной энергией.
Рик и Марвел выступают дуэтом уже несколько лет, в то время как Рик занимается своей музыкальной карьерой и личной жизнью. В конце концов, эти двое снова освобождаются от своей связи, помогая Мстителям в борьбе с Суперадаптоидом. Затем Рик расстаётся с Марвелом.
Рик снова начинает проводить время с Халком и ненадолго формирует новую Подростковую бригаду, после чего Рик снова оказывается в команде с Марвелом, хотя и не объединяется с ним, поскольку они имеют дело с наследием, оставленным Таносом. Некоторое время спустя Марвел умирает от рака, который он получил, когда подвергся воздействию смертельного нервно-паралитического газа, украденного злодеем Нитро.

### Смерть Капитана Америки
Рик был одним из тех, кто нёс гроб на панихиде по Капитану Америке, вместе с Беном Гриммом, Мисс Марвел, Соколом, Т’Чаллой и Тони Старком. Когда Сэм Уилсон произносил свою вдохновляющую речь, он упомянул, что Рик знал бы, каково это — называть Капитана Америку партнёром. Джонс ответил, сказав: «Отлично».

### Мировая война: Халк
Рик воссоединяется с Халком. Он разыскивает Халка и пытается уговорить его, говоря своему другу, что, хотя он и признал, что Иллюминаты перешли черту в своём решении сослать его на Сакаар и их очевидную причастность к гибели тысяч невинных людей на этой планете, включая жену Халка и нерождённого ребёнка., его нынешнее слепое стремление к мести было не его, используя готовность Халка защищать невинных людей, оказавшихся в схватке между ним и одержимым Зомби Доктором Стрэнджем, как доказательство того, что Халк все ещё был героем, а не человеком, слепо ищущим мести. После того, как кульминационная битва Халка с Часовым привела к тому, что он вернулся к Брюсу Бэннеру, один из помощников Халка, Мик (который стал свидетелем и не предотвратил истинную причину смертей на Сакааре, которая не была людьми), пронзает Рика насквозь, чтобы спровоцировать Брюса на превращение обратно в Халк. Видно, как Рика грузят в машину скорой помощи.

### Превращение в А-Бомбу
После «Мировой войны: Халк» появился новый Красный Халк, жестоко избивший, а затем застреливший Мерзость. После того, как это произошло, Джонс сбежал с секретной базы на Аляске, которая была уничтожена «Халко-подобным» образом. После этого Красный Халк противостоит Джонсу на базе Гамма, где содержится Брюс Бэннер. Защищаясь, Джонс необъяснимым образом превращается в существо, напоминающее Мерзость, называя себя А-Бомбой. Во время боя активируются меры безопасности базы, и гигантские гарпии-андроиды (с лицом Бетти Росс) нападают на этих двоих и пытаются удалить их с базы. Атомной бомбе удаётся вывести из строя одного из них в полёте, и они оба падают на землю, при этом робот взрывается.
А-Бомба присоединился к нескольким героям, включая Мстителей, Фантастическую Четвёрку, Женщину-Халка и Халка, чтобы помочь остановить надвигающееся землетрясение в Сан-Франциско, которое было вызвано Красным Халком. После того, как Красный Халк был побеждён, А-Бомба превратился в Рика. Он попытался раскрыть, кем на самом деле был Красный Халк, но был застрелен и утащен Доком Самсоном. В The Incredible Hulk vol. 2 #600 раскрывается причина, по которой Док Сэмсон застрелил Рика Джонса, потому что у него теперь синдром множественной личности. Также выяснилось, что МОДОК был причастен к новому состоянию Рика. После того, как Красный Халк высосал из Халка гамма-энергию, А-Бомба обладал достаточным интеллектом, чтобы доставить Брюса Бэннера в безопасное место. В The Incredible Hulk vol. 2 #604 было показано, что А-Бомба полностью исцелился, участвуя вместе с Коргом как спарринг-партнёр Скаара, чтобы подготовить его к тому времени, когда Халк вернётся. В том же выпуске Рик воссоединился с Марло, который был превращён Лидером в Гарпию, которую Брюс ошибочно принимает за Бетти Росс.
Когда в результате попытки убить Брюса Бэннера и попыток спасти его жизнь с помощью вируса Экстремис появляется новая личность Халка, этот новый Халк, называющий себя «Док Грин», решает, что сверхлюди с гамма-энергией представляют угрозу для человечества, которую необходимо устранить. Выведя лекарство от гамма-мутаций других людей из своей собственной физиологии, Грин ищет Рика в качестве своей первой цели. Хотя Рик сопротивляется превращению в А-Бомбу, чтобы защитить себя, Грину, по-видимому, удаётся навсегда вернуть Рика в человеческий облик. После этого Рик разыскивает Бетти (которая была воскрешена от смерти Интеллигенцией и превращена в Красную Женщину-Халка так же, как Рик был превращён в А-Бомбу), якобы для того, чтобы предупредить её о намерениях Дока Грина. Когда Грин прибывает и Бетти нападает на него как Красная Женщина-Халк, она невольно возвращается к нормальной жизни и понимает, что Рик дал ей лекарство Грина во время трапезы, которую они разделили ранее.

### Шепчущий
В качестве побочного эффекта потери своих способностей А-Бомбы, Рик ненадолго обретает способность молниеносно осваивать любую задачу. Он использует эту способность, чтобы стать мастером хактивизма Шепчущим, во время сюжетной линии «Мстители: Противостояние!», и тайно помогает новому Капитану Америке. Он раскрывает заговор Марии Хилл под названием «Проект Кобик», в котором используются остатки разрушенного Космического куба для создания нового куба. Группа Фила Коулсона узнаёт о причастности Плезант-Хилла и Рика. Дэтлок, Дейзи Джонсон и Джемма Симмонс исследовали дом Рика и обнаружили скрытый путь к отступлению. Они следуют за Риком по туннелям Морлоков и задерживают его. Во время допроса на корабле «Щ.И.Т.а». Новые Мстители прибыли, чтобы забрать Джонса из «Щ.И.Т.а». Оказывается, что Рик связался с Новыми Мстителями через заранее записанное видео, которое должно было быть отправлено им в случае, если инопланетянин нано-бот, которого он проглотил, заметил, что он был без сознания. Новые Мстители вторгаются на боевой корабль «Щ.И.Т.а», чтобы забрать Джонса, что побуждает Пентагон принять ответные меры, выпустив монстра по имени Американский Кайдзю на Новых Мстителей. После событий, произошедших в Плезант-Хилл, Стив Роджерс предлагает Рику шанс присоединиться к «Щ.И.Т.у» в качестве компенсации за его хактивизм.
Во время сюжетной линии «Секретной империи» хакеру по имени Рашон Лукас Рик Джонс доверяет ключевые данные, которые, по словам Джонса, докажут правду о Капитане Америке, который в то время был перепрограммирован клоном Красного Черепа, используя способности Кобика, в спящего агента Гидры. Позже Капитан Америка приговаривает пленного Рика Джонса к смертной казни через расстрел.